# Da Capo (альбом Love)
Da Capo — другий студійний альбом калифорнійського гурту Love.

## Список композицій
Всі пісні написані Артуром Лі, за винятком вказаних.
1. «Stephanie Knows Who» — 2:33
2. «Orange Skies» (Браян Маклін) — 2:49
3. «¡Que Vida!» — 3:37
4. «Seven & Seven Is» — 2:15
5. «The Castle» — 3:00
6. «She Comes in Colors» — 2:43
7. «Revelation» — 18:57

## Учасники запису
- Артур Лі — вокал, гітара, ударні, перкусія
- Джонні Еколс — гітара
- Браян МакЛін — гітара, вокал
- Кен Форсса — бас
- Олбан Фістерер — орган, клавесин
- Майкл Стюарт — ударні, перкусія
- Тьей Кантрелла — саксофон, флейта, перкусія
- Дейв Хассінгер, Брюс Борнік — звукорежисер